# Членов, Михаил Александрович
Михаил Александрович Членов (1871, Кременчуг — 1941, Москва) — украинский и советский дерматовенеролог, доктор медицины (1900), статский советник.

## Биография
Михаил Членов родился 15 мая 1871 года в городе Кременчуг Полтавской губернии. Окончил Полтавскую классическую гимназию и в 1890 году поступил на медицинский факультет Московского университета. В 1896 году с отличием окончил университет и около 2 лет работал земским врачом. Позднее проходил усовершенствование при Московском университете. В 1899—1915 годах работал ординатором Мясницкой городской больницы в Москве.
В 1900 году защитил диссертацию на степень доктора медицины на тему «К учению о туберкулёзных заболеваниях кожи с точки зрения их экзогенного происхождения». В 1902—1912 годах был приват-доцентом, а в 1912—1917 годах — профессором кафедры систематического и клинического учения о накожных и сифилитических болезнях медицинского факультета Московского университета. С 1917 года был научным консультантом Наркомпроса РСФСР. В 1919—1921 годах заведовал Военной московской кожно-венерологической амбулаторией № 11.
С 1922 года работал в Баку. Заведовал кафедрой кожных и венерический болезней медицинского факультета Бакинского государственного университета (с 1930 — Азербайджанского медицинского института). Членов внёс большой вклад в развитие дерматовенерологии в Азербайджанской ССР. В 1924 году по инициативе Членова был основан Азербайджанский научно-исследовательский кожно-венерологический институт, он стал директором и заведующим кафедрой этого института. В 1925 году он основал Азербайджанское дерматовенерологическое общество, был его первым председателем.
В 1932 году вернулся в Москву. Основал микологическое отделение при Тропическом институте Наркомздрава. До конца жизни работал заведующим отделением.
В сферу его научных интересов входили сифилидология, туберкулёз кожи, дерматомикозы, вопросы краевой патологии. Он первым в СССР описал случай «мадурской стопы» и кожный микотический синдром. Был лично знаком с А. П. Чеховым. Михаил Членов является автором 60 научных работ. Под его руководством было подготовлено 7 докторских и 22 кандидатские диссертации.
Михаил Членов скончался в Москве в 1941 году. Похоронен на Армянском кладбище.

## Адреса в Москве
В конце 1900 — начале 1910-х годов жил в Москве в Богословском переулке, 3. В первой половине 1910-х — начале 1920-х жил в Мамоновском переулке, 5. С начала 1930-х и до конца жизни жил в Старопименовском переулке, 7-б.

## Сочинения
- К учению о туберкулезных заболеваниях кожи (с точки зрения их экзогенного происхождения): [Дисс.]. М., 1900
- Великое зло: (О венерических болезнях…). М., 1904
- Чехов и медицина // Рус. ведомости. 1906. 5 апр.
- Половая перепись Московского студенчества и её общественное значение. М., 1909
- Патогенез врожденного («наследственного») сифилиса и вопрос о браке сифилитиков в свете современных данных. М., 1914
- Нафталан и его будущее. М.-Л., 1940
- А. П. Чехов и культура: (К двухлетней годовщине со дня его смерти) // А. П. Чехов в воспоминаниях современников. М., 1986.